# 维勒讷沃
维勒讷沃（法語：Villeneuve，法語發音：[vilnœv] ⓘ）是瑞士联邦西部法语区的沃州下设的一个市镇。在行政上属于埃格勒区管辖。维勒讷沃的总面积为32.04平方公里。截至2010年底，总人口为4,929。